# Bau z Pe a Nechenu

Bau z Nechenu a Pe na standartě

Bau z Pe a Nechenu (často ne zcela přesně uváděno jako Duše z Pe a Nechenu, kdy bau je plurál od egyptského pojmu ba překládaného zpravidla jako „duše“) jsou ve starověkém Egyptě mytologické bytosti spojené s prastarými sídly Pe (součást města Peruadžet) v Dolním Egyptě a Nechenem v Horním Egyptě, která byla nejvýznamnějšími mocenskými centry v Egyptě na konci pravěku a na samém začátku historické doby. Bau z Pe a Nechenu jsou poprvé doložena v Textech pyramid v polovině Staré říše; objevují se zejména v souvislosti s královskými rituály a v pohřebním kultu.
Tato bau pravděpodobně zastupují prehistorické faraony, kteří už nebyli součástí historické paměti Egypťanů, kteří však podle jejich představ jako nadpřirozené (nikoli však nutně božské) síly „pečují o obě egyptská království a blaho svých nástupců“, ochraňují je a pomáhají jim zajistit si přízeň bohů. Je pravděpodobné, že jsou jen další verzí tzv. následovníků Horových objevujících se v historicko-mytologickém kontextu.
V Textech pyramid bau z Pe a Nechenu pomáhají králi ve výstupu na nebesa a dosažení posmrtného života po boku Rea. V Textech rakví z doby Střední říše a v novoříšské Knize mrtvých dostávají nový význam, když jsou uspořádána do triád a identifikována s lokálními bohy.
Bau z Pe jsou zobrazována v lidské podobě s hlavou sokola, bau z Nechenu mají hlavu šakala. Zatímco podoba sokola s největší pravděpodobností odkazuje na boha Hora jako předobraz králů, šakal symbolizuje podsvětí a tak připomíná dávno zemřelé předky.